# Домиције Александар
Луције Домиције Александар (умро око 311. године), вероватно рођен у Фригији, био је викар (царски намесник) у Африци, када му је цар Максенције наредио да пошаље свога сина као таоца у Рим. Домиције Александар је то одбио и прогласио се за цара 308. године.
Најбољи опис побуне Домиција Александра даје Зосим. Он пише да је Максенције послао своју слику у Африку, да би та провинција потврдила своју верност. Војска се томе одупирала, зато што су војници још увек били верни Галерију. Максенције је онда наредио Домицију Александру, управнику Африке да пошаље свог сина као таоца у Рим, што је овај одбио и затим се побунио.
Можда је Зосим помешао Максенцијевог оца Максимијана и Галерија. Ако је то тачно, догађаји су из 308. године. 
У време устанка, Домиције Александар је био стар човек, а држао је, поред Африке, и Сардинију. Максенције је послао своју војску против Александра, који је био заробљен и убијен. Његове трупе нису пружиле прави отпор. Максенције је конфисковао имовину свим присталицама Домиција Александра. Вероватно је устанак угушен 311. године.
1. ↑  „Domitius Alexander (-310)”. museum-digital.org. Приступљено 24. 1. 2025.
2. 1 2  „The coinage of Domitius Alexander, 308-310 AD”. Arscan. Приступљено 24. 1. 2025.